# Michele Todini
Michele Todini (Saluzzo, 1625 - 1690) fou un músic italià del Barroc. Fou un gran executant de musette i constructor d'instruments, alguns dels quals, d'un mecanisme força complicat (un d'ells era una conbinació d'orgue, llaüt, clave i instrument d'arc), els quals van ser descrits en la Phonurgia, d'A. Kirchers i pel mateix Todini en la seva obra Dichiaratione della galeria armonica, escrita a Roma el 1676.